# Tomasz Poręba

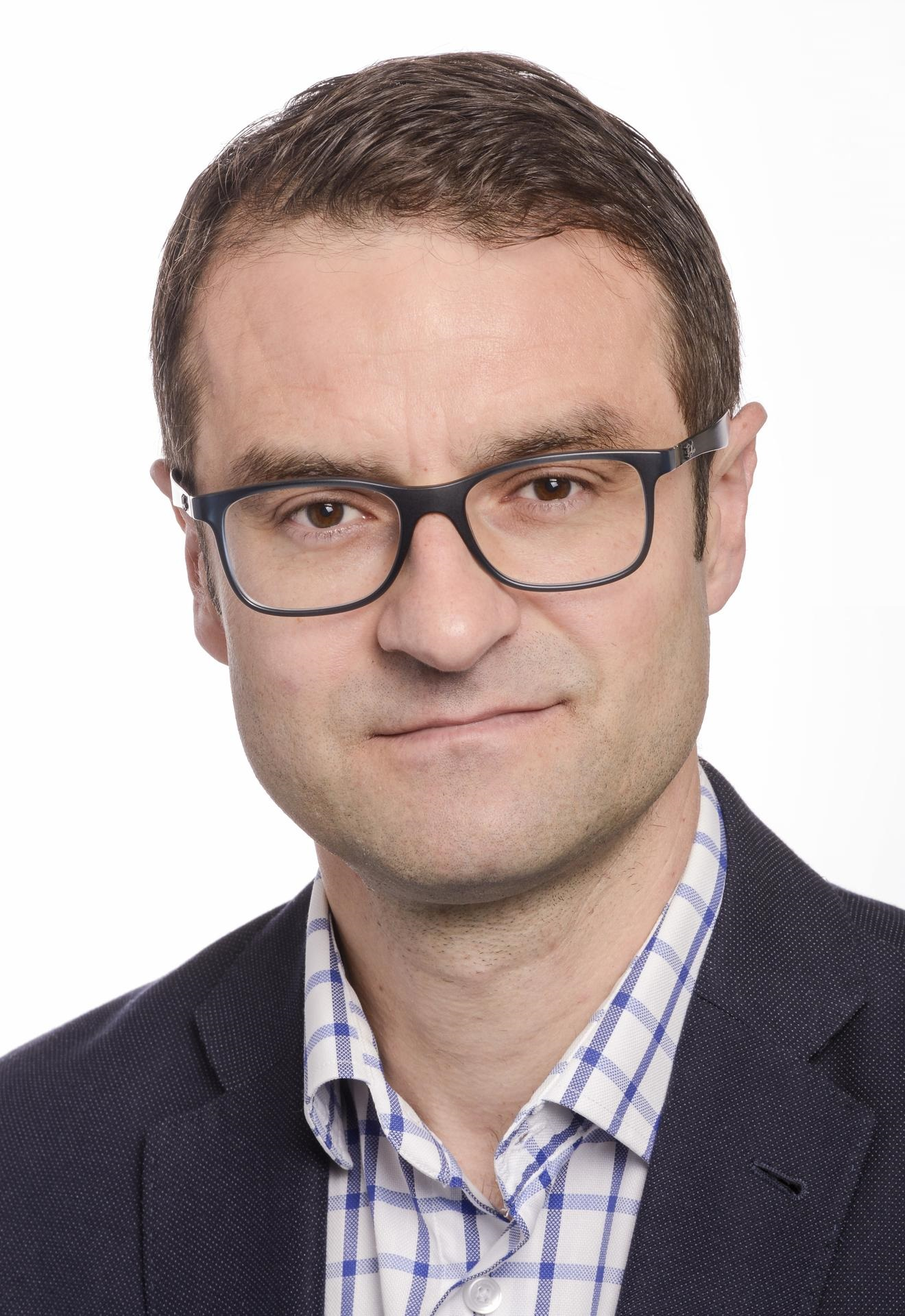
Tomasz Poręba (2019)

Tomasz Piotr Poręba (* 31. März 1973 in Grybów) ist ein polnischer Politiker der Prawo i Sprawiedliwość (PiS) und von 2009 bis 2024 Mitglied des Europäischen Parlaments in der 7., 8. und 9. Wahlperiode (seit 2009).

## Leben und Wirken

### Ausbildung
Tomasz Poręba studierte von 1995 bis 2000 Geschichtswissenschaften und Politikwissenschaften an der Pädagogischen Hochschule Krakau. Während seines Studiums war er als Fußballspieler bei Kabel Kraków, Karpaty Siepraw und Górnik Wieliczka aktiv. Nachdem er verletzungsbedingt seine Profikarriere aufgeben musste, arbeitete er von 1998 bis 2000 zur weiteren Finanzierung seines Studiums als Sportjournalist bei der Gazeta Krakowska. Anschließend absolvierte er ein zweijähriges europäisches Aufbaustudium an der Universität Maastricht und der Universität Warschau.

### Beruflicher Werdegang
Nach seinem Studium in Krakau begann Poręba im Jahr 2000 zunächst ein Praktikum bei der Kanzlei des Ministerpräsidenten in Warschau, welches sich zu einem sechsmonatigen Anstellung ausweitete. Eine seiner wichtigsten Aufgaben war dabei die Vorbereitung von Analysen und Studien in Bezug auf den Beitritt Polens zur Europäischen Union. Von 2001 bis 2003 arbeitete er als Assistent des Präsidenten des Instituts für Nationales Gedenken (IPN) und koordinierte dort dessen Sekretariat. Nach dem Beitritt Polens zur Europäischen Union und den Wahlen zum Europäischen Parlament 2004 begann Poręba als Berater des Sekretariats der Fraktion Union für das Europa der Nationen (UEN) in Brüssel zu arbeiten und war ab Oktober 2004 Berater in den Ausschüssen für auswärtige Angelegenheiten (AFET) und für regionale Entwicklung (REGI) im Europäischen Parlament. Im September 2018 wurde er zum Vizepräsidenten des Polski Komitet Olimpijski gewählt.

### Politische Laufbahn
2003 trat Tomasz Poręba der Prawo i Sprawiedliwość (PiS) bei und leitete dort bis 2004 die Abteilung für Information und Öffentlichkeitsarbeit. Während seiner Zeit als Berater beim Europäischen Parlament war er Pressesprecher der PiS im Europäischen Parlament.
Bei der Europawahl 2009 trat Poręba in der Woiwodschaft Karpatenvorland auf Listenplatz 1 der PiS an. Er erreichte mit 85.475 (23,30 %) der gültigen abgegebenen Stimmen im Wahlkreis die meisten Stimmen und erlangte das Mandat für die 7. Wahlperiode des Europäischen Parlaments. Während der Wahlperiode war er Mitglied der Fraktion Europäische Konservative und Reformisten (EKR) und ab 2010 Mitglied des Vorstands der Fraktion. Für die Fraktion war er Mitglied im Ausschuss für regionale Entwicklung (REGI), Mitglied der Delegation für die Beziehungen zu den Ländern der Andengemeinschaft (DAND) und stellvertretender Vorsitzender der Delegation in der Parlamentarischen Versammlung Europa-Lateinamerika (DLAT).
Bei der Europawahl 2014 kandidierte Poręba erneut für ein Mandat im selben Wahlkreis. Dieses Mal konnte er sein Wahlergebnis noch verbessern und erreichte mit 113.704 der gültigen abgegebenen Stimmen 28,56 % und wiederum die meisten Stimmen im Wahlkreis. Als Mitglied der Fraktion der Europäischen Konservativen und Reformer (EKR) war er seit Beginn der Wahlperiode auch Mitglied dessen Vorstandes. Für die Fraktion war er Mitglied der Delegation in der Parlamentarischen Versammlung Europa-Lateinamerika (bis Oktober 2014) und der Delegation in der Paritätischen Parlamentarischen Versammlung AKP-EU (2015–2017). Über die gesamte Wahlperiode ist er Mitglied der Delegation für die Beziehungen zu den Ländern Mittelamerikas (DCAM), der Delegation für die Beziehungen zu Belarus (D-BY) und der Delegation in der Parlamentarischen Versammlung Euronest (DEPA) und stellvertretender Vorsitzender im Ausschuss für Verkehr und Tourismus (TRAN). Bei der Europawahl 2019 wurde er zum dritten Mal in das Brüsseler Parlament gewählt. Bei der Europawahl 2024 trat er nicht mehr an.
Seit 2014 ist er Vorsitzender des konservativen europäischen Thinktanks New Direction.

### Privates
Tomasz Poręba ist verheiratet und hat zwei Töchter.

### Biographien und Lebensläufe
- O mnie. In: www.tomaszporeba.pl. Abgerufen am 21. Mai 2019 (polnisch).
- Lebenslauf. Tomasz Piotr Poręba. In: Abgeordneten-Datenbank des Europäischen Parlaments. Abgerufen am 21. Mai 2019.